# Eros Riccio
 Eros Riccio  (* 1. prosince 1977 Lucca) je italský korespondenční šachista. Je velmistr a držitel stříbrné evropské a bronzové olympijské medaile.
Je mistrem světa FICGS, znám je především jako pokročilý šachový šampion a autor knihy známých šachových otevření.